# Sabino Arana

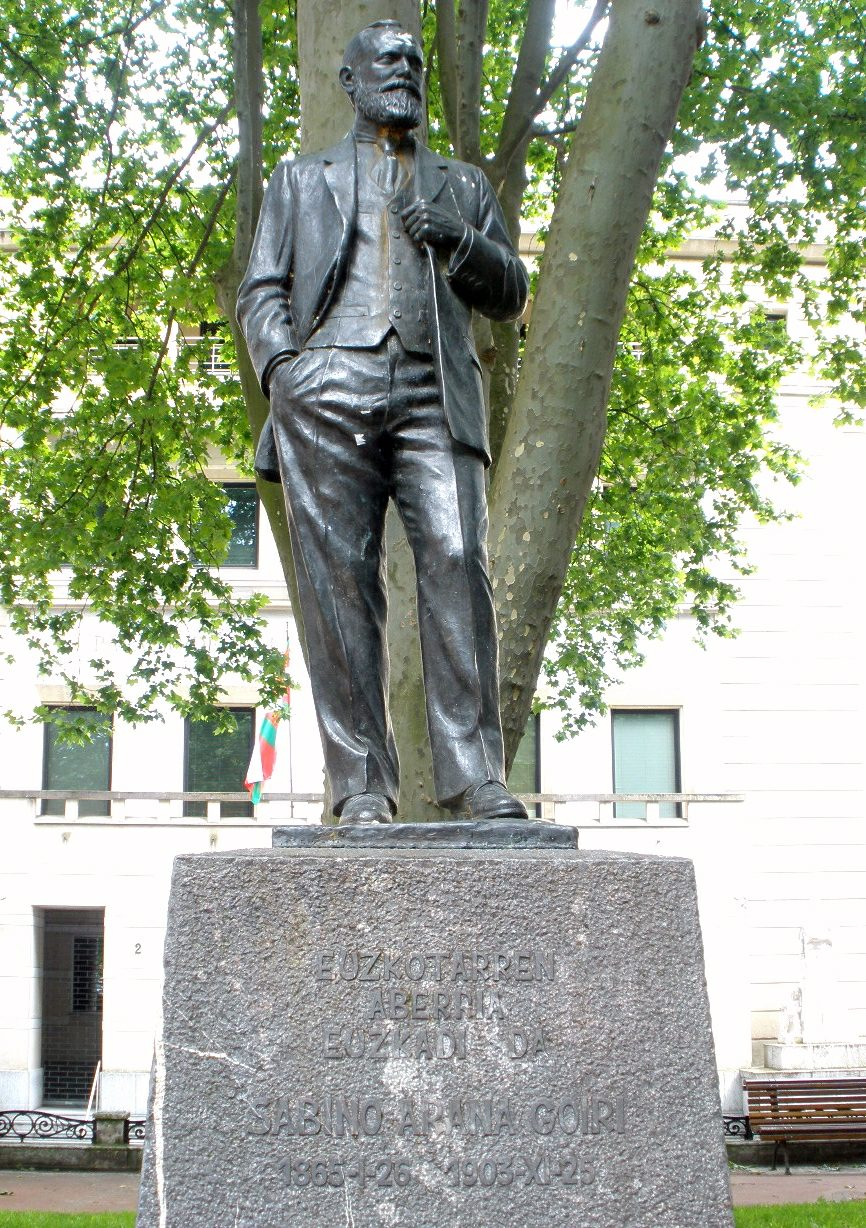
Staty av Sabino Arana i Bilbao

Sabino Policarpo Arana Goiri, född 26 januari 1865 i Bilbao, död 25 november 1903 i Sukarrieta, var en baskisk politiker och författare och grundare av Baskiska nationalistpartiet. Han har beskyllts för rasism, medan hans anhängare menar att hans idéer bör ses utifrån sin historiska kontext.
Sabino formgav tillsammans med sin bror Luis Arana den baskiska flaggan.